# АЕС Ома
Атомна електростанція Ома (яп. 大間原原力的机所, Ōma genshiryoku hacudenshō) — атомна електростанція, що будується в Японії. Вона розташована на острові Хонсю поблизу міста Ома в префектурі Аоморі, неподалік від атомної електростанції Хігасідорі. Власником і майбутнім оператором АЕС є Electric Power Development Company.

## Історія

### Витоки
Історія атомної електростанції починається з 1976 року, коли промислова палата міста Ома звернулася до міської ради з проханням провести екологічне дослідження щодо будівництва нової атомної електростанції поблизу міста. У 1984 році міська рада Оми вирішила підтримати будівництво електростанції. У серпні 1995 року Комісія з атомної енергії Японії вирішила обрати передовий реактор з киплячою водою (ABWR) із можливістю роботи на паливі MOX по всій активній зоні. У вересні 1998 року в Міністерство міжнародної торгівлі та промисловості Японії було подано дослідження впливу на навколишнє середовище, а в грудні відбулися перші громадські слухання щодо будівництва АЕС. У серпні 1999 року електростанцію включили до довгострокового базового плану розвитку країни, а у вересні 1999 року компанія Electric Power Development звернулася до Міністерства міжнародної торгівлі та промисловості з проханням отримати дозвіл на встановлення ядерного реактора. Це повторилося в 2004 році, коли місце розташування з різних причин довелося перенести приблизно на 200 метрів на південь. Другі громадські слухання відбулися в жовтні 2005 року. У квітні 2008 року електростанція була схвалена Міністерством міжнародної торгівлі. У листопаді 2008 року запланований 2010 рік запуску було перенесено на 2012 рік.

### Землетрус і цунамі Тохоку 2011 року
Через землетрус і цунамі в Тохоку в березні 2011 року будівельні роботи на електростанції були призупинені на кілька місяців, але будівельний майданчик електростанції не постраждав від катастрофи. У березні 2012 року запланована дата запуску була перенесена з 2014 року на 2021 рік, а потім на невизначений термін. У жовтні того ж року будівельні роботи відновилися, а в березні 2013 року будівництво реактора було завершено. 16 грудня власник і майбутній оператор електростанції, Electric Power Development Company, звернувся до ядерного регулюючого органу країни з проханням перевірити станцію на відповідність новим державним стандартам, які були посилені внаслідок аварії на АЕС "Фукусіма-1". У вересні 2022 року дату запуску перенесли на 2030 рік.

## Інформація про реактори
| Реактор | Тип реактора | Продуктивність | Продуктивність | Початок будівництва | Підключення до мережі | Введення в експлуатацію | Закриття |
| Реактор | Тип реактора | Нетто          | Брутто         | Початок будівництва | Підключення до мережі | Введення в експлуатацію | Закриття |
| ------- | ------------ | -------------- | -------------- | ------------------- | --------------------- | ----------------------- | -------- |
| Ома-1   | ABWR         | 1325 МВт       | 1383 МВт       | 7.5.2010            |                       | 2030                    |          |